# جیگانوتوسور
گیگانوتوسور (نام علمی: 'Giganotosaurus') (به معنی سوسمار غول‌پیکر جنوبی)، یک دایناسور
گوشت‌خوار مربوط به دورهٔ کرتاسه میانی می‌باشد که ۹۸ تا ۹۷ میلیون سال پیش در آمریکای جنوبی می‌زیست.

## ویژگی‌ها

مقایسه جثهٔ بزرگ‌ترین ددپایان تاریخ با یکدیگر؛ گیگانوتوسور با رنگ سبز مشخص شده است. مساحت هر خانه، یک مترمربع است. به‌ترتیب از چپ به راست اسپینوسور (جگری)، گیگانوتوسور (سبز)، تیرانوسور (آبی)، ماپوسور (رنگ صورتی)، کارکارودونتوسور (نارنجی)

این جانور با ۱۲ تا ۱۳٫۵ متر طول، ۳٫۷ تا ۳٫۹ متر ارتفاع و وزن بین ۴٫۲ تا ۱۳٫۸ تن کمی از تیرانوسور بزرگ‌تر بوده است. شکار اصلی گیگانوتوسور دایناسورهای سوروپود غول‌پیکر بوده است اگرچه با توجه به این مطلب که این جانور شکارچی رأس هرم غذایی بوده، بنابراین می‌توانسته سایر دایناسورهای گیاه‌خوار و حتی دایناسورهای گوشت‌خوار را نیز شکار کرده و بخورد. شواهدی حاکی از وجود زندگی گروهی در گیگانوتوسورها و نیز خویشاوندان نزدیکشان یعنی کارکارودونتوسورها و ماپوسورها وجود دارد. با وجود زندگی گروهی در میان گیگانوتوسورها باز شکار یک سوروپود غول‌پیکر برای این جانوران بسیار دشوار بوده و این جانوران شکار سوروپودهای نوجوان و جوان یا سوروپودهای پیر و بیمار را ترجیح می‌داده‌اند.
سنگوارهٔ این دایناسور در سال ۱۹۹۳ میلادی در پاتاگونیا، آرژانتین کشف شده است و در سال ۱۹۹۴ به وسیله کوریا و سالگادو نام‌گذاری شد. گونه خاص این جنس گیگانوتوسور کارولینی نام دارد.

## نگارخانه

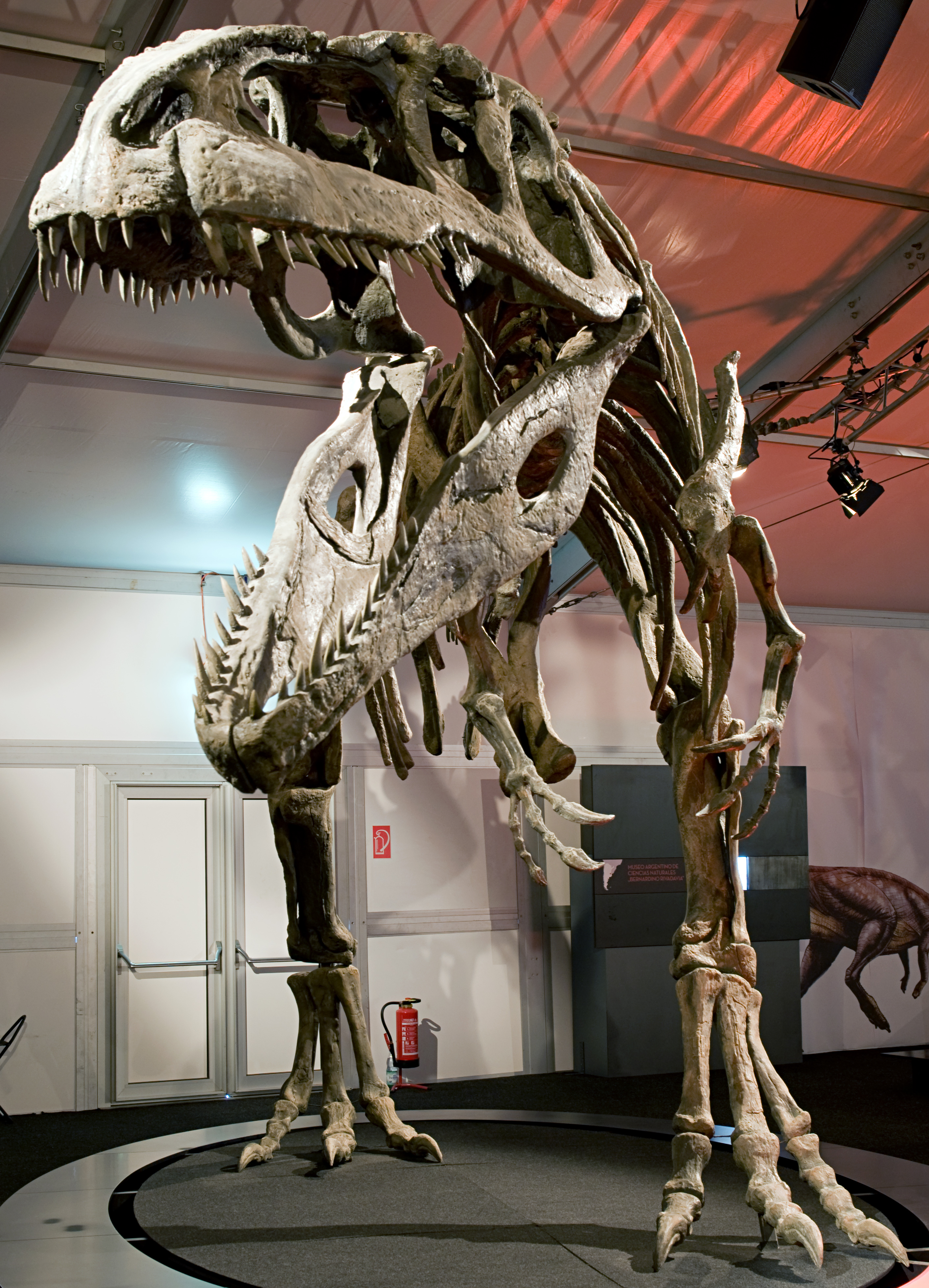
اسکلت گیگانوتوسور در موزه زنکنبرگ فرانکفورت آلمان
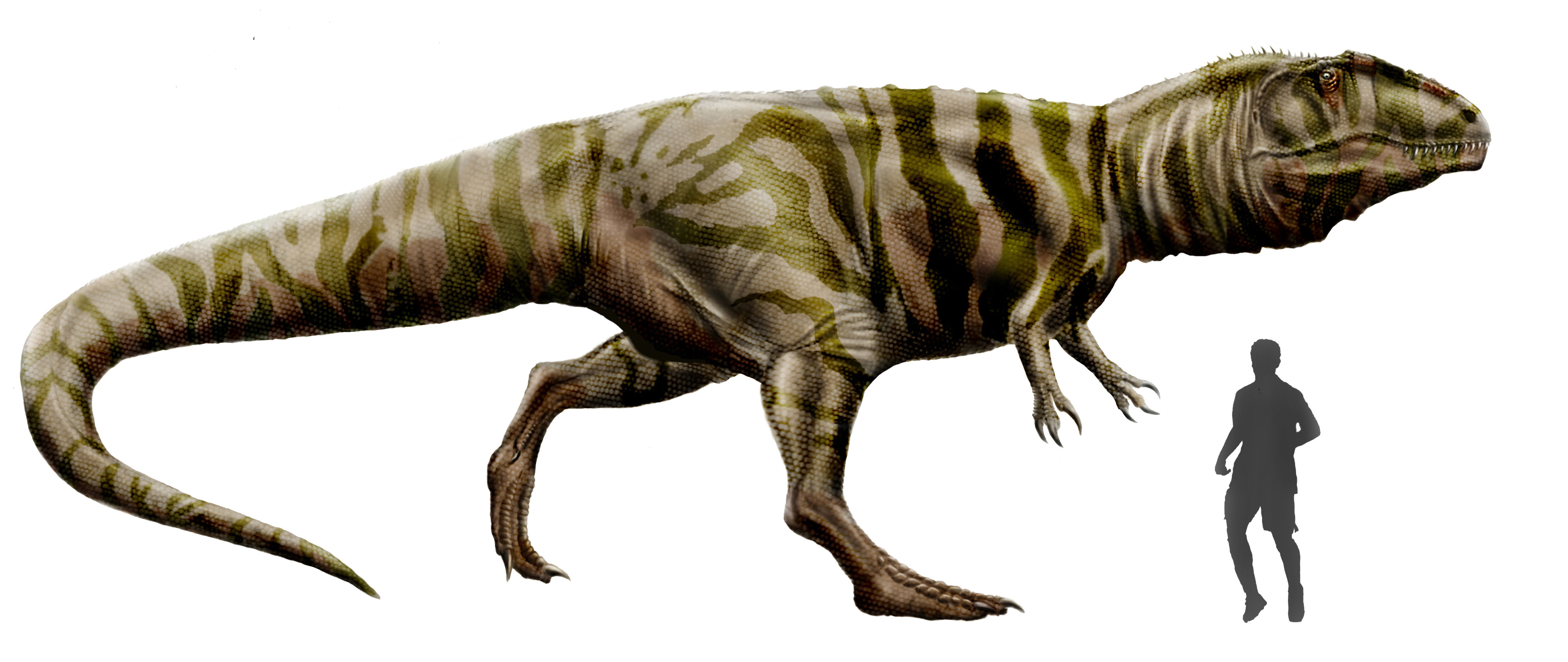
مقایسه گیگانوتوسور با اندازه انسان
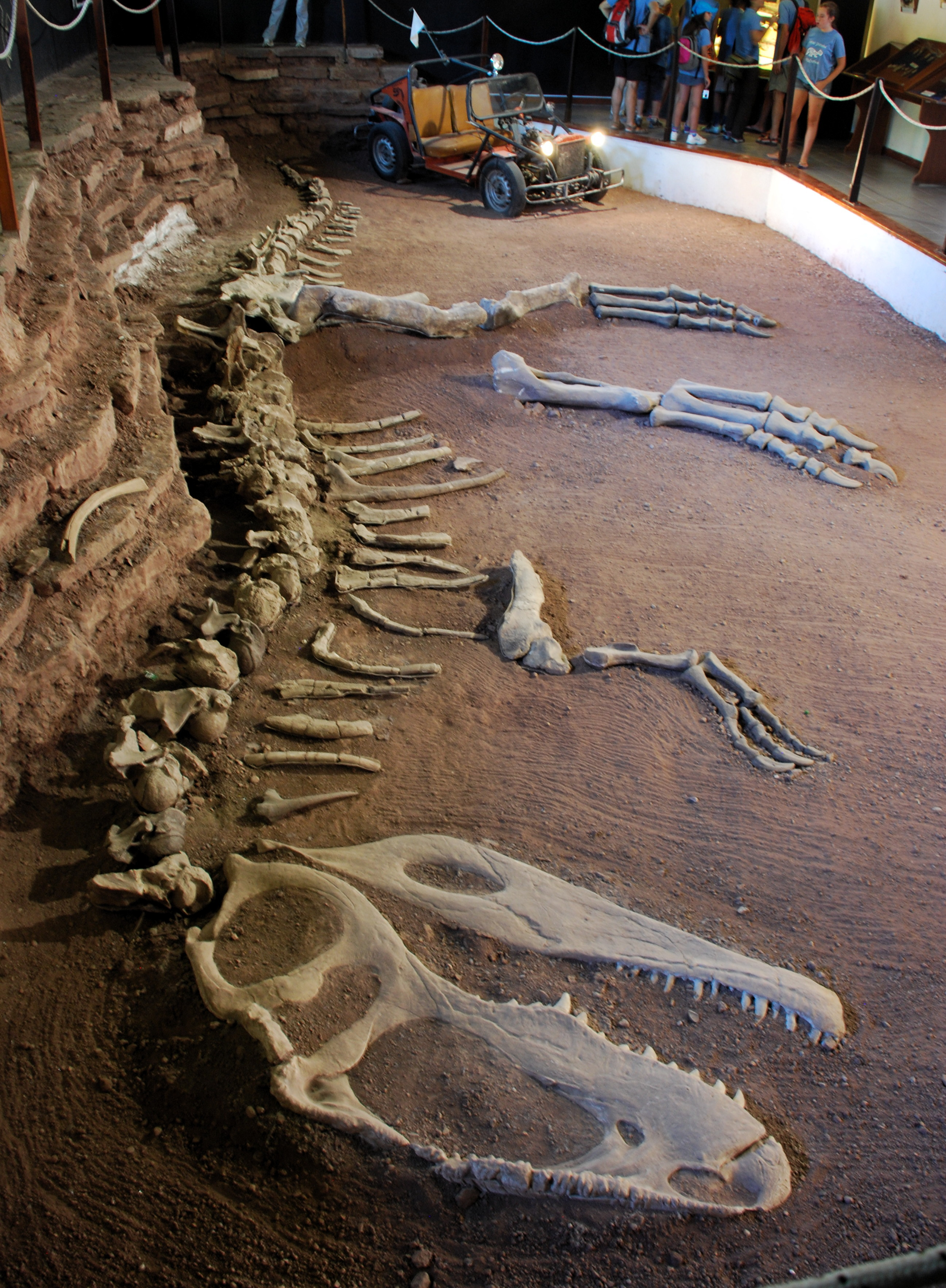
فسیل در موزه آرژانتین
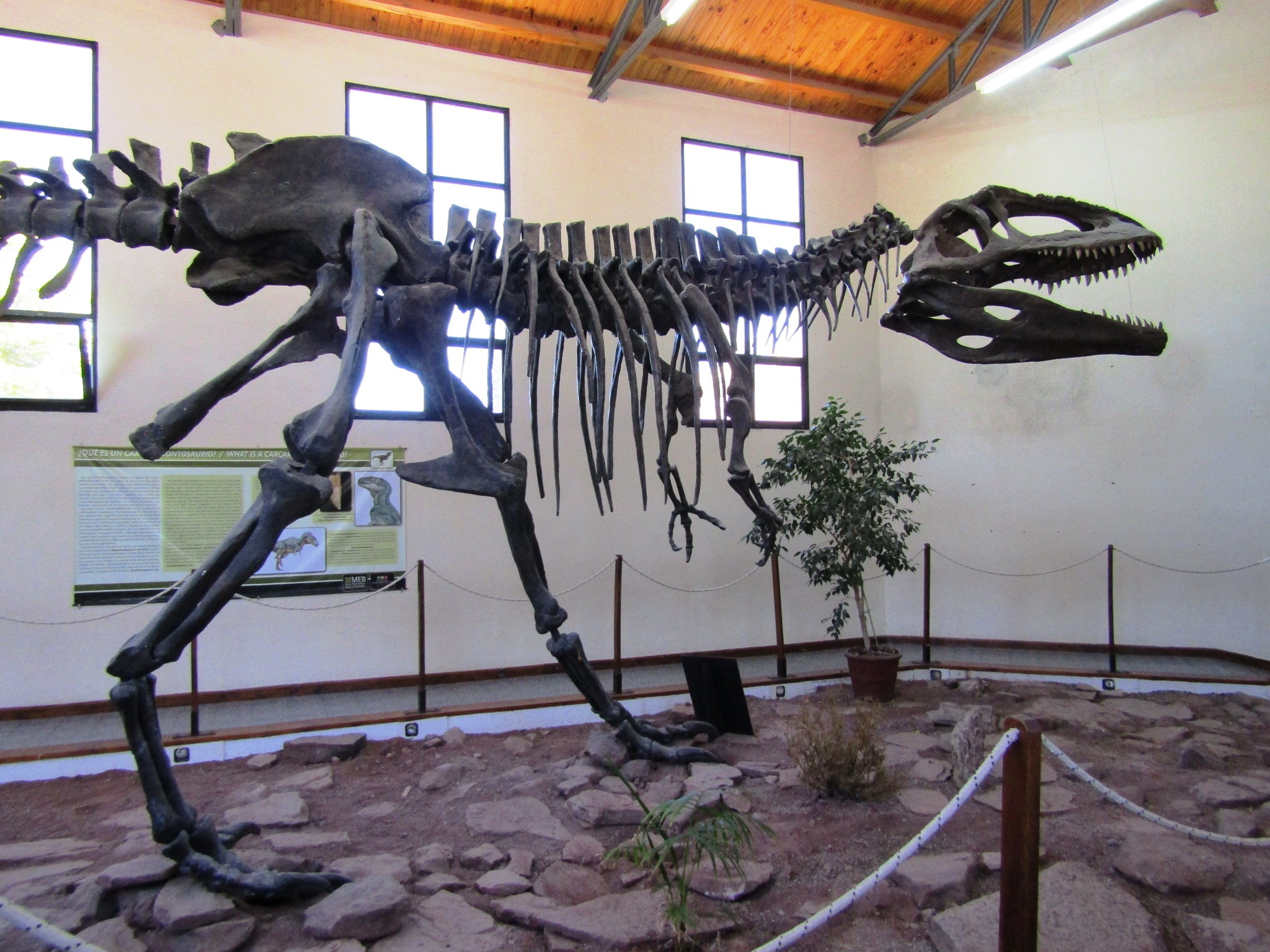
موزه آرژانتین
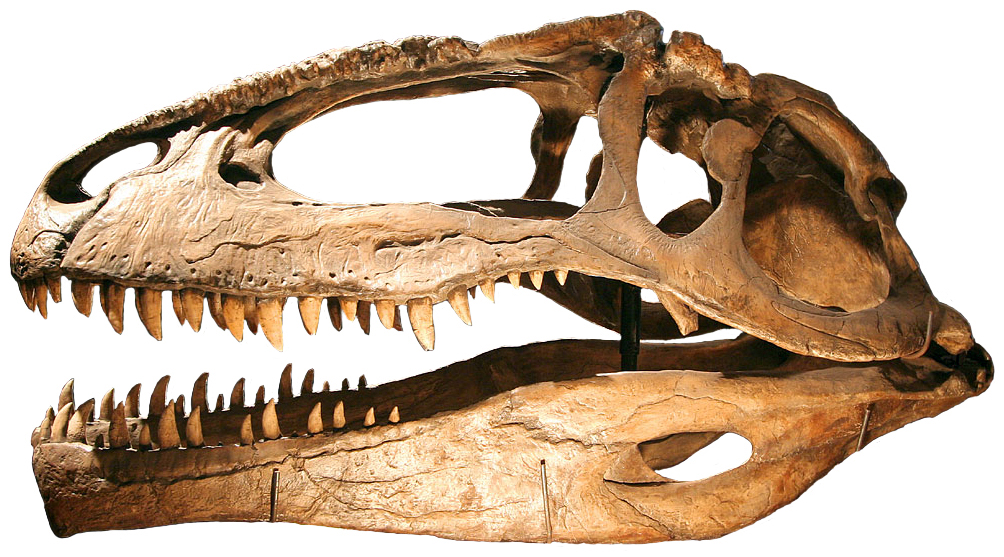
جمجمه گیگانوتوسور
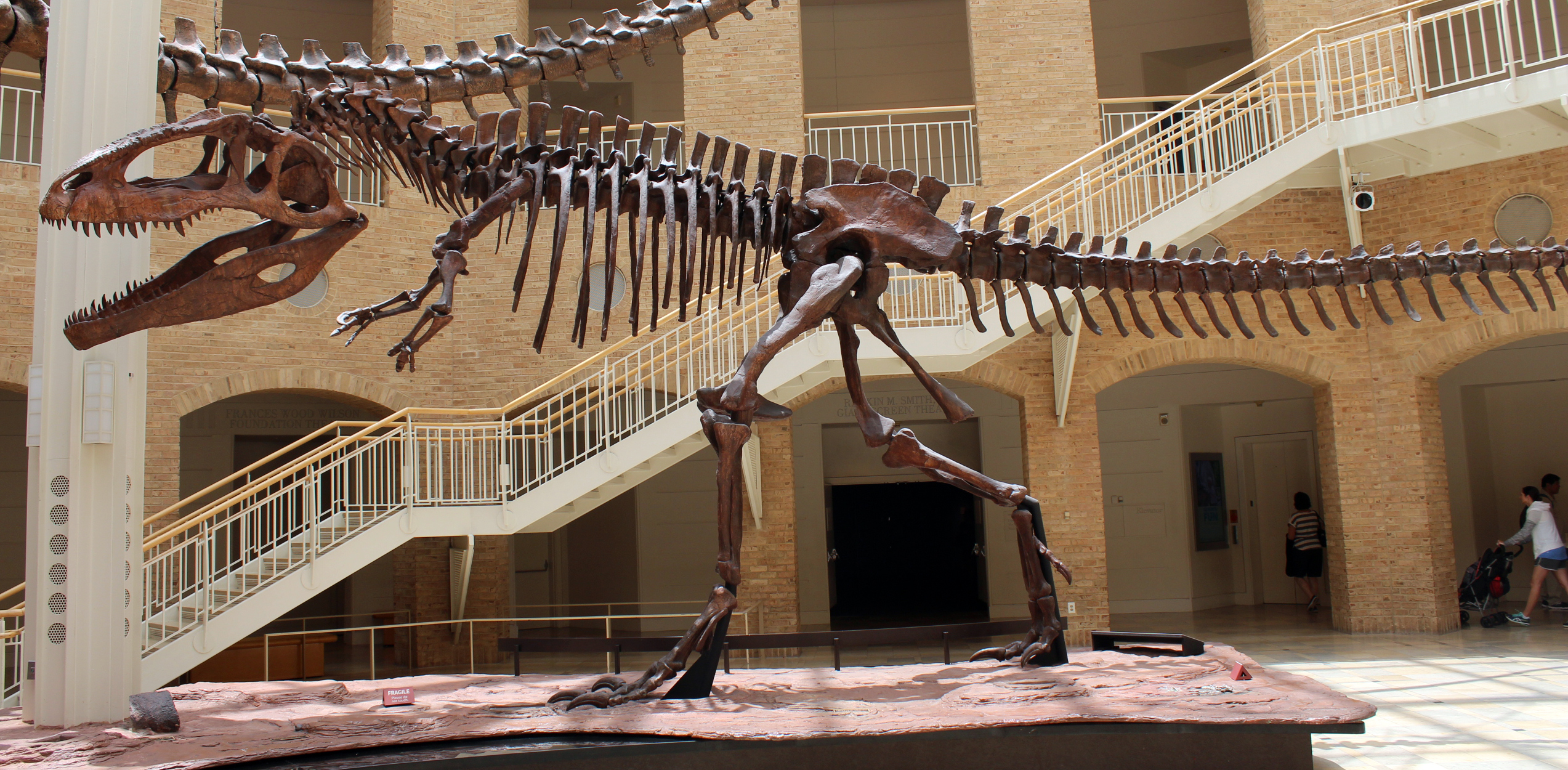
در موزه گرجستان
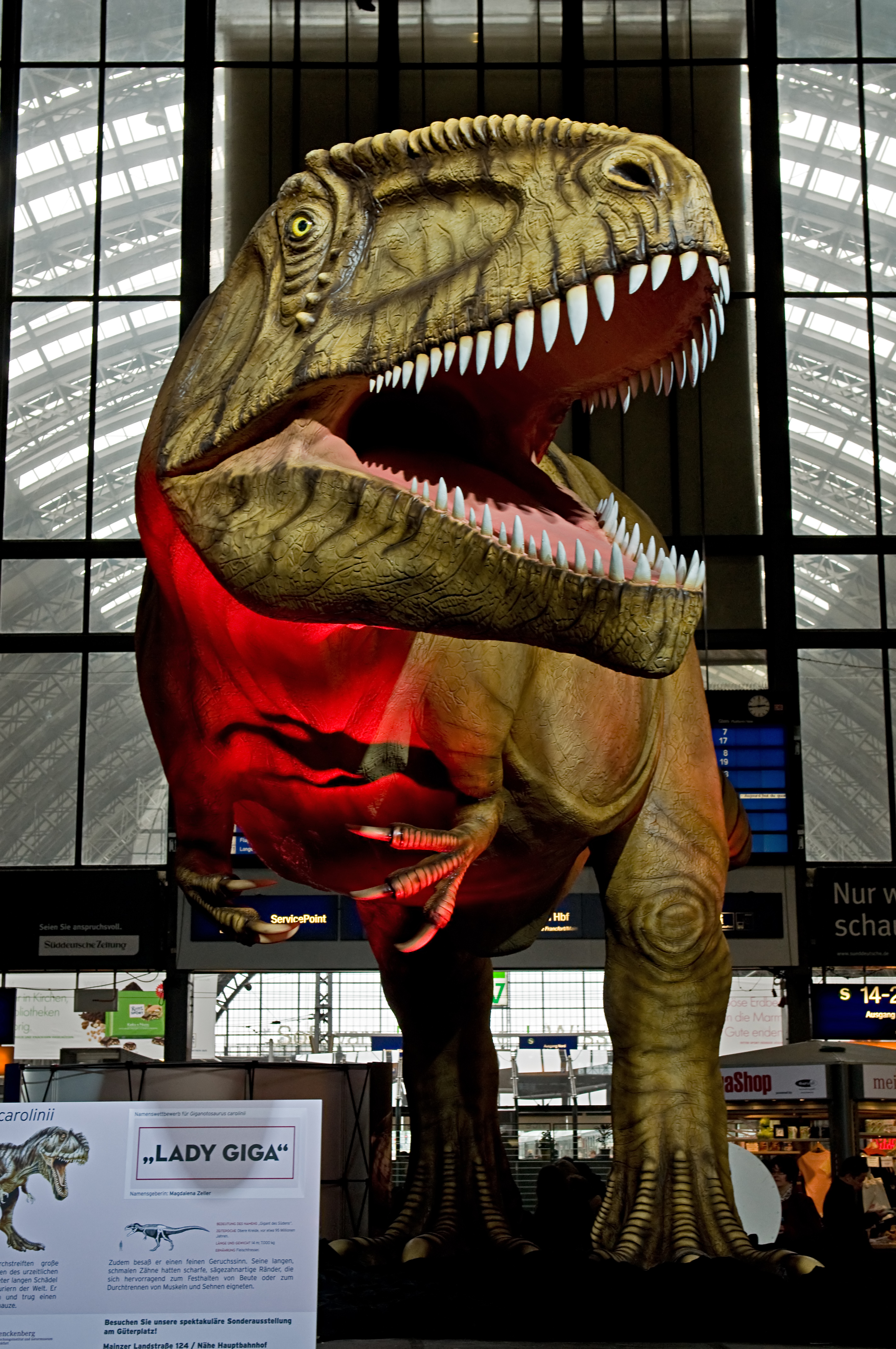
مدل با اندازهٔ حقیقی در موزه فرانکفورت
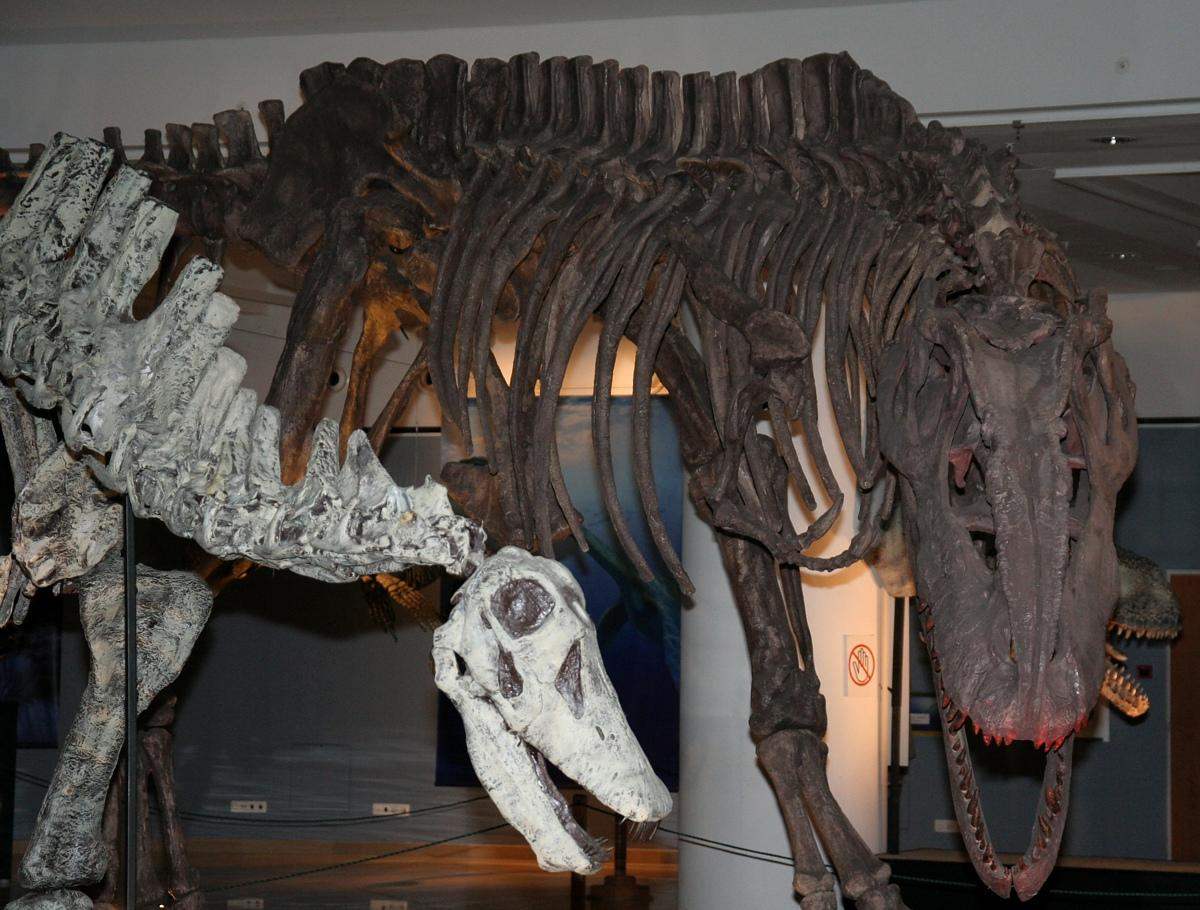
گیگانوتوسور (راست) و لیمایاسور (چپ)؛ Limaysaurus یک دایناسور گیاه‌خوار بوده است.
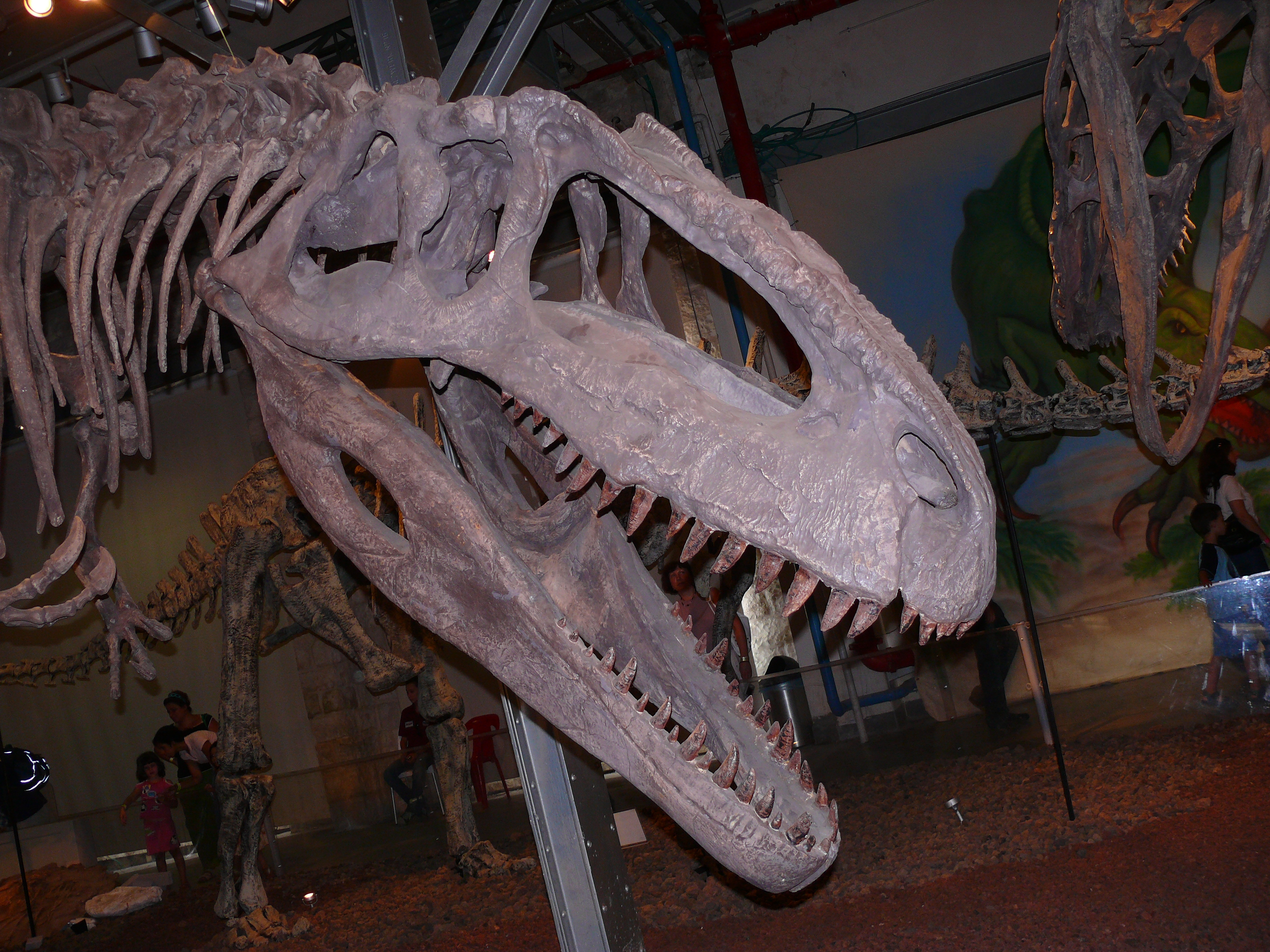
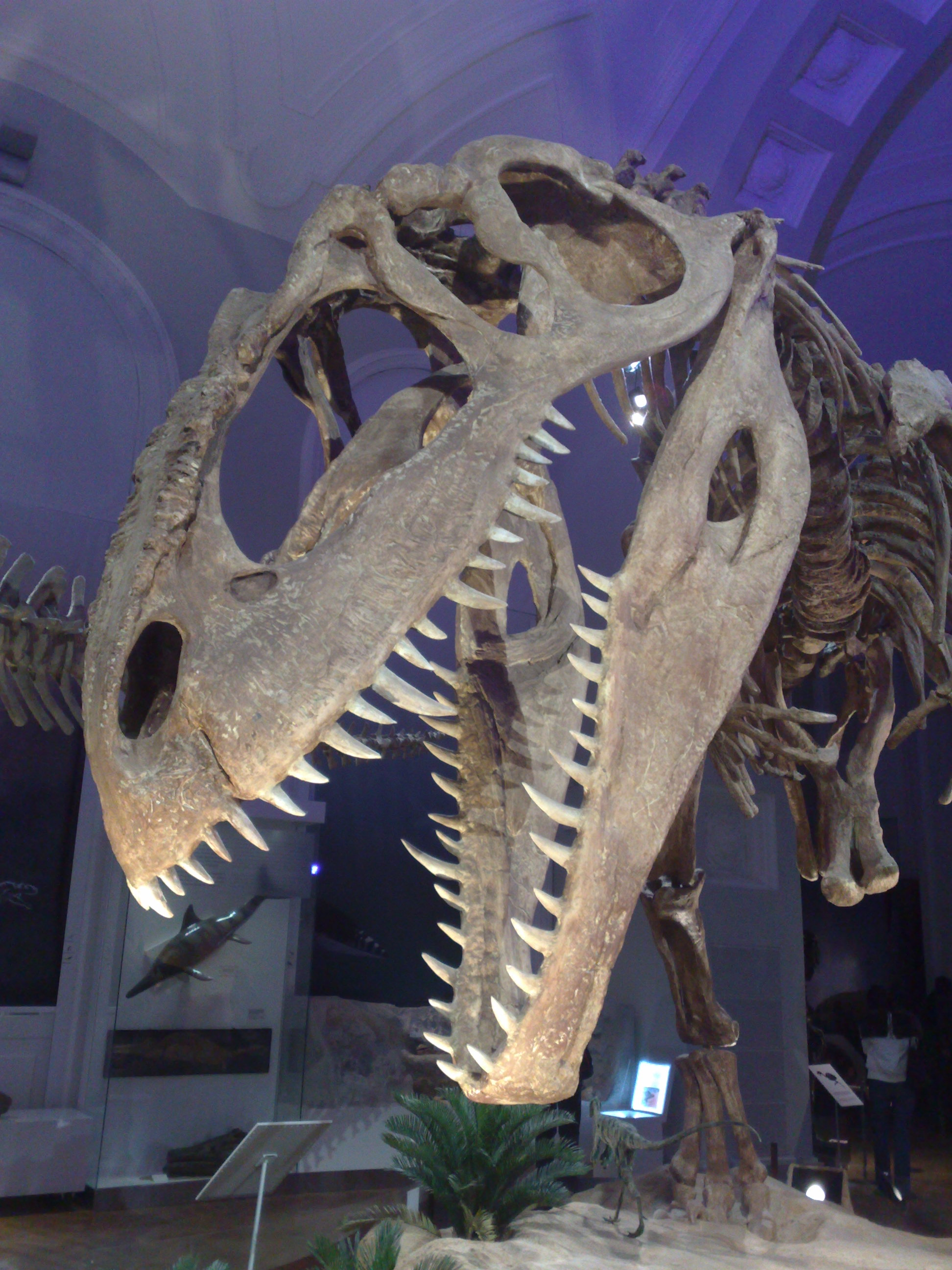
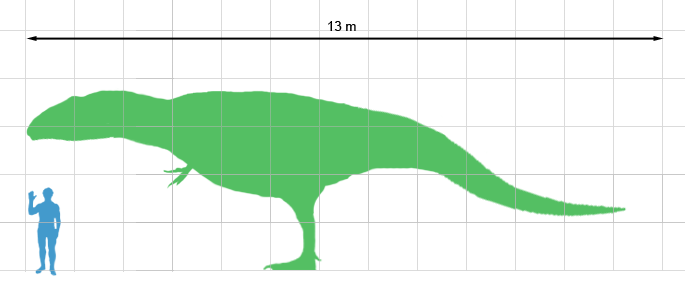
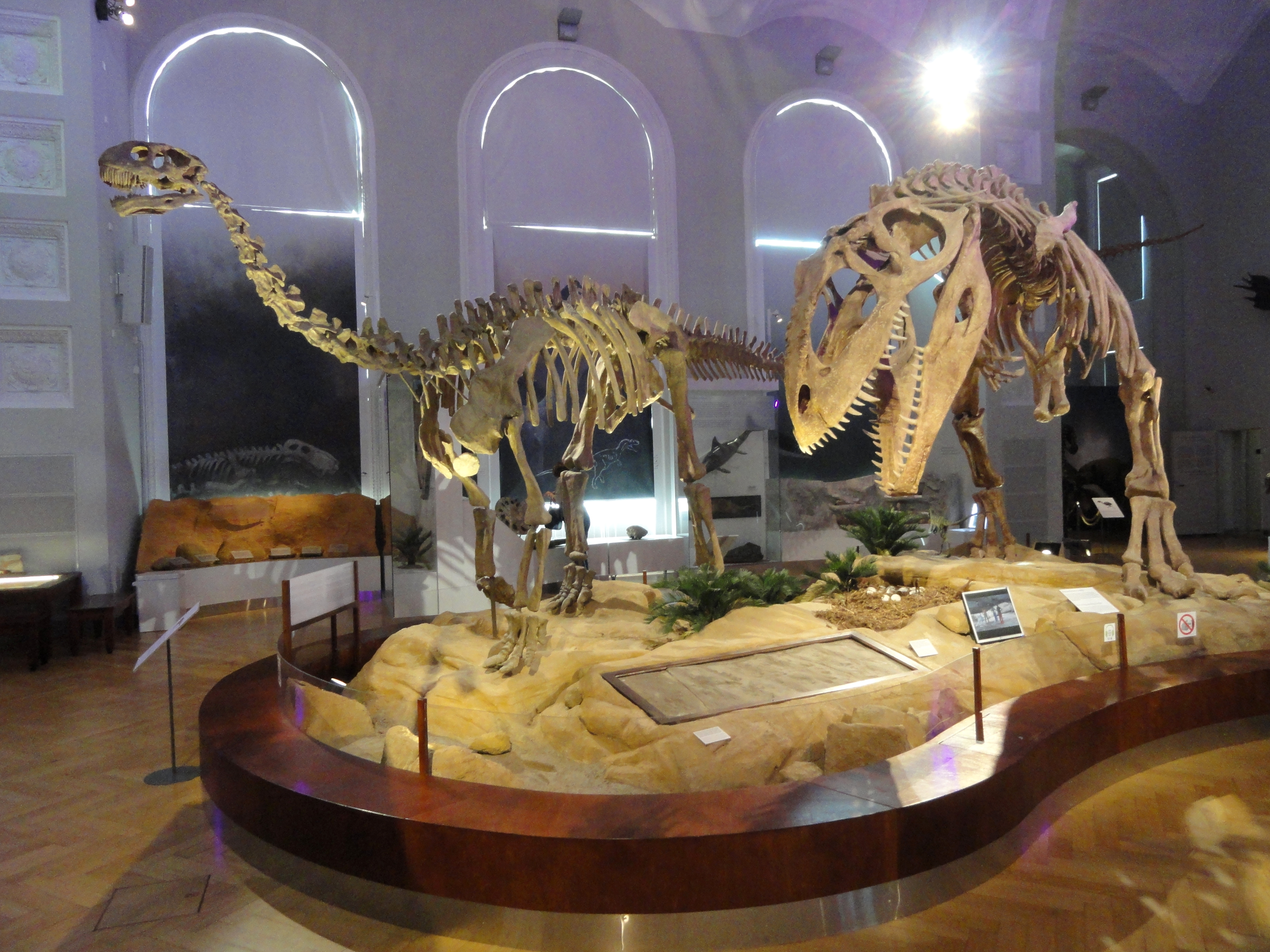
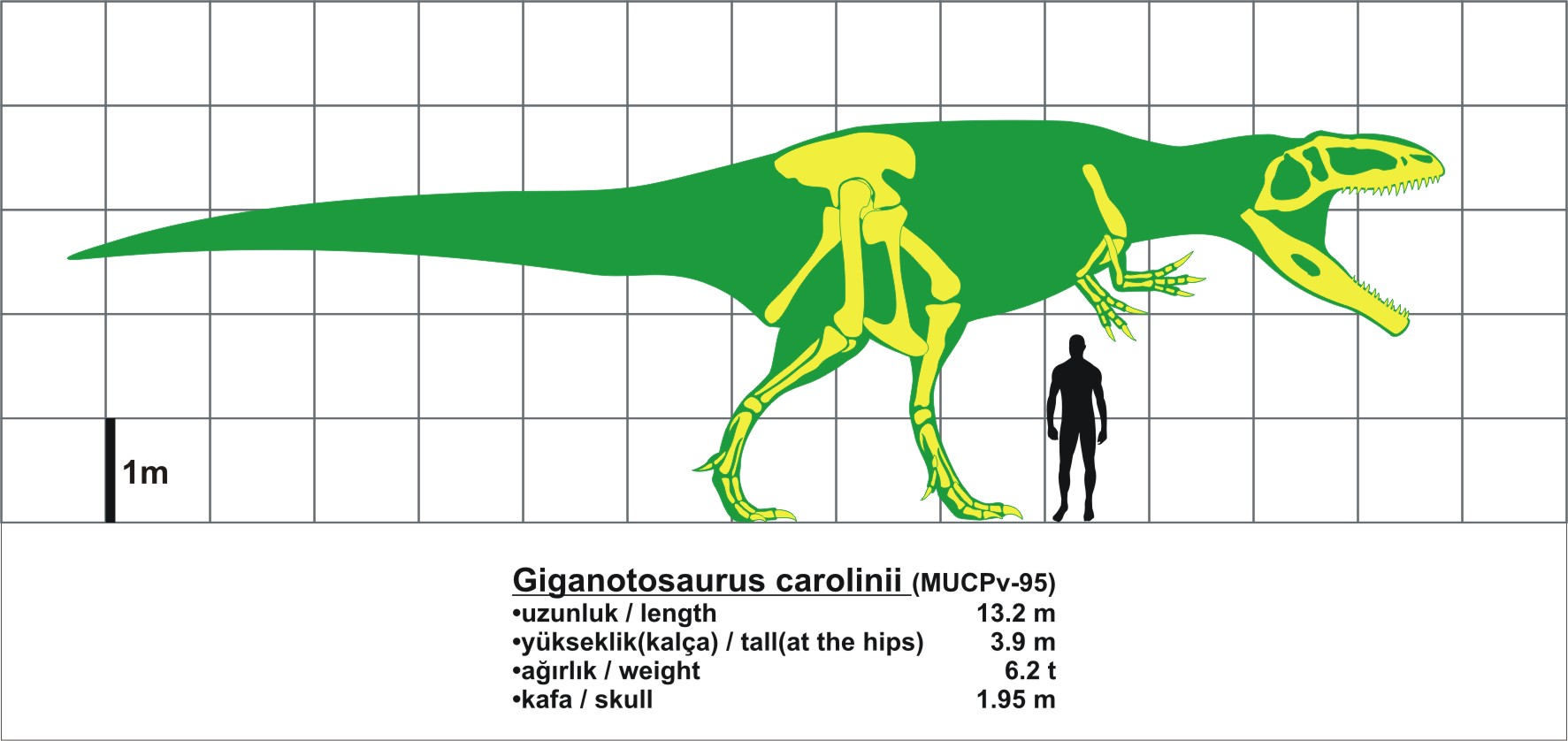
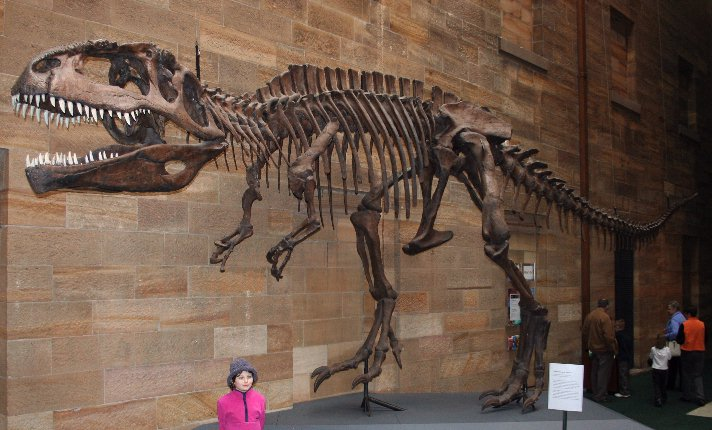

## برای مطالعهٔ بیشتر
- Olshevsky, G. 2010. Dinosaur Genera List بایگانی‌شده  در ۱۵ ژوئیه ۲۰۱۱ توسط Wayback Machine. Retrieved July 7, 2010.
- Tweet, J. N.d. Thescelosaurus!. Retrieved April 16, 2009.
- Walters, M. & J. Paker 1995. Dictionary of Prehistoric Life. Claremont Books. ISBN 1-85471-648-4.
- Weishampel, D.B. , P. Dodson & H. Osmólska (Eds.) 2004. The Dinosauria, Second Edition. University of California Press, ISBN 0-520-24209-2.